# Weiwang 205
Weiwang 205 — микровэн, выпускавшийся суббрендом Weiwang компании BAIC.

## Описание

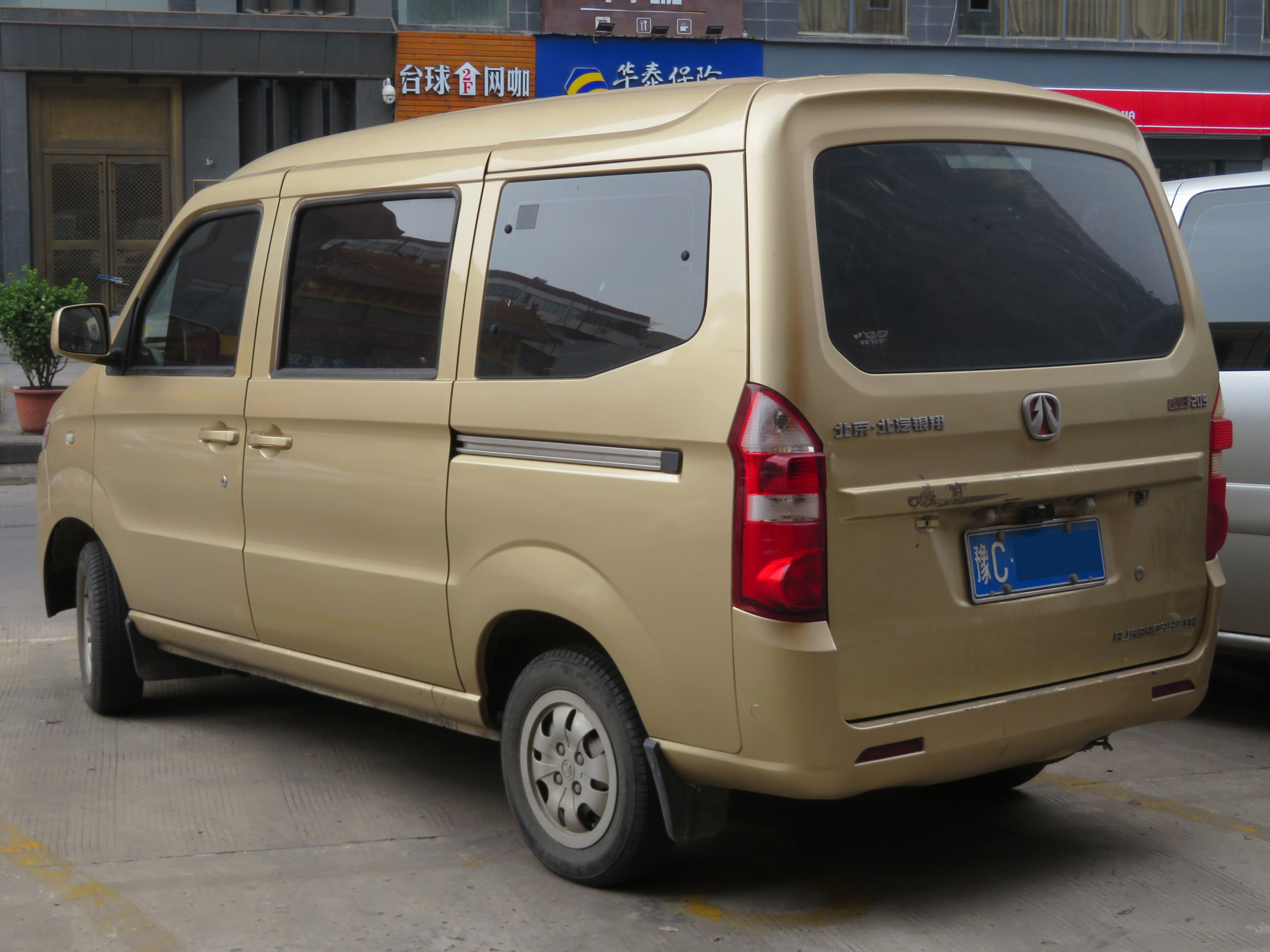
Вид сзади

Weiwang 205, впервые представленный в ноябре 2012 года, основан на той же платформе, что и Weiwang 306 — первая модель бренда.
Автомобиль оснащался 1,0-литровым рядным четырёхцилиндровым двигателем мощностью 61 л. с. и крутящим моментом 87 Н⋅м или же 1,3-литровым рядным четырёхцилиндровым двигателем мощностью 81 л. с. и крутящим моментом 102 Н⋅м. Коробка передач — пятиступенчатая механическая.
Ценовой диапазон варьировался от 29800 до 40800 юаней.